# Coryphopterus glaucofraenum
Coryphopterus glaucofraenum is een straalvinnige vissensoort uit de familie van grondels (Gobiidae). De wetenschappelijke naam van de soort is voor het eerst geldig gepubliceerd in 1863 door Gill.